# Pia Fridhill
Pia Fridhill (* 25. Oktober 1970 in Malmö) ist eine schwedische Sängerin.

## Leben
Ihr Vater ist Trompeter und Ingenieur; ihre Mutter Kantorin. Die heute in Deutschland lebende Sängerin begann während ihres Ingenieursstudiums an der Hochschule Halmstad, in verschiedenen Amateurbands zu singen, unter anderem bei „Chickenwire“, „Maxwell Street Soulband“, der Bluesband „Blinded“ und in der von ihr gegründeten A-cappella-Gruppe „Tune Up“. Nach dem Studium als Innovationsingenieur begann sie ihre Karriere bei der Firma Hassbjer Micro Systems (heute HMS Industrial Networks). Sie wurde 1997 Managing Director des Tochterunternehmens HMS Sensors AB und baute in Düsseldorf ein Repräsentantenbüro für die Firma auf.
Während ihrer Zeit in Düsseldorf gründete sie mit Gitarrist Dirk Mainz die Bluesband „Halmstad Connection“ und trat mehrmals als Solistin in der „John C. Marshall Band“ auf. 1999 beendete Pia Fridhill ihre Karriere als Managerin, um sich der Musik zu widmen. Zusammen mit John C. Marshall nahm sie 2000 ihr erstes Album Blues Business auf und produzierte zugleich für das Album das Stück The Fieldbus Man Blues (Musik: John C. Marshall, Text: Perry Sink), einen Werbesong für die Produkte ihrer ehemaligen Arbeitgeber. Sie lernte den Songwriter Jens Hoffmann kennen, den sie im Jahr 2002 heiratete. Zusammen gründeten sie die Band „Breakfast“, für die sie Songs schrieben.
Im Jahr 2002 produzierten Pia Fridhill und Jens Hoffmann in Zusammenarbeit mit John C. Marshall, der die Arrangements und Bläsersätze für die Platte schrieb, das Longplayalbum „Breakfast on the roof“. Zusammen mit der Bluesband „Halmstad Connection“ nahm Pia Fridhill im Jahr 2004 die CD Welcome to the blues alley auf. Mit dem Umzug von Köln nach Kall traf sie 2005 auf den Bassisten Wilhelm Geschwind, mit dem sie die Eigenkompositionen überarbeitete. Statt des großen „Big Band Sound“ wurden die Songs auf das Wesentliche reduziert. 2005 wurde das akustische Pia-Fridhill-Trio (Bass, Gitarre, Gesang) gegründet. Das Trio produzierte die CD-Trilogie „Triptychon“. Pia Fridhill bringt hier zum ersten Mal ihre schwedischen Wurzeln ins Spiel und präsentiert auf jeder CD ein schwedisches Volkslied.
2012 erscheint so in Zusammenarbeit mit dem Aachener Jazzpianisten Stefan Michalke das Album "My Swedish Songbook", eine Hommage an die schwedische Musikgeschichte, bestehend aus verjazzten Volksliedern aus Pia Fridhills Heimat. Danach kehrt die Sängerin zurück zu ihrer eigenen Musik, die sie mit ihrem Ehemann Jens Hoffmann in einem Kaller Waldhaus schreibt. 2014 und 2017 veröffentlicht das Ehepaar die Alben "Four" und "Every Morning Is A New Song" u. a. mit dem New Yorker Gitarristen Adam Rafferty.
Während der Pandemie bildete sie sich als Tontechnikerin weiter und produzierte dann zusammen mit dem Nashville-Produzenten Caleb Hardin das Album "Completely Different". Das Album wurde im Jahr 2023 als CD veröffentlicht.
Parallel zu ihrer musikalischen Karriere ist Pia Fridhill seit 2013 Lehrerin in der Feldenkrais-Methode. Während der Pandemie hat sie ihr Feldenkrais Fridhill Unternehmen neu strukturiert und unterrichtet nun ausschließlich online auf Deutsch, Englisch und Schwedisch.

## Diskografie
- 2000: Blues Business (Shuttle Records)
- 2002: Breakfast on the roof (Shuttle Records)
- 2004: Welcome to the blues alley (Shuttle Records)
- 2006: Triptychon Part I – It's time... (Elk Music)
- 2006: Triptychon Part II – This moment... (Elk Music)
- 2007: Triptychon Part III – Until now... (Elk Music)
- 2008: Songbook (Elk Music)
- 2012: My Swedish Songbook (Elk Music)
- 2014: Four (ZeitArt Records)
- 2017: Every Morning Is A New Song (ZeitArt Records)
- 2023: Completely Different (Self published)